# غلاديس برونوين ستيرن
غلاديس برونوين ستيرن (بالإنجليزية: Gladys Bronwyn Stern)‏ (17 يونيو 1890، لندن في المملكة المتحدة - 20 سبتمبر 1973 في المملكة المتحدة)؛صحفية، كاتِبة وروائية بريطانية.

## روابط خارجية
- غلاديس برونوين ستيرن على موقع قاعدة بيانات برودواي على الإنترنت (الإنجليزية)